# Mirone

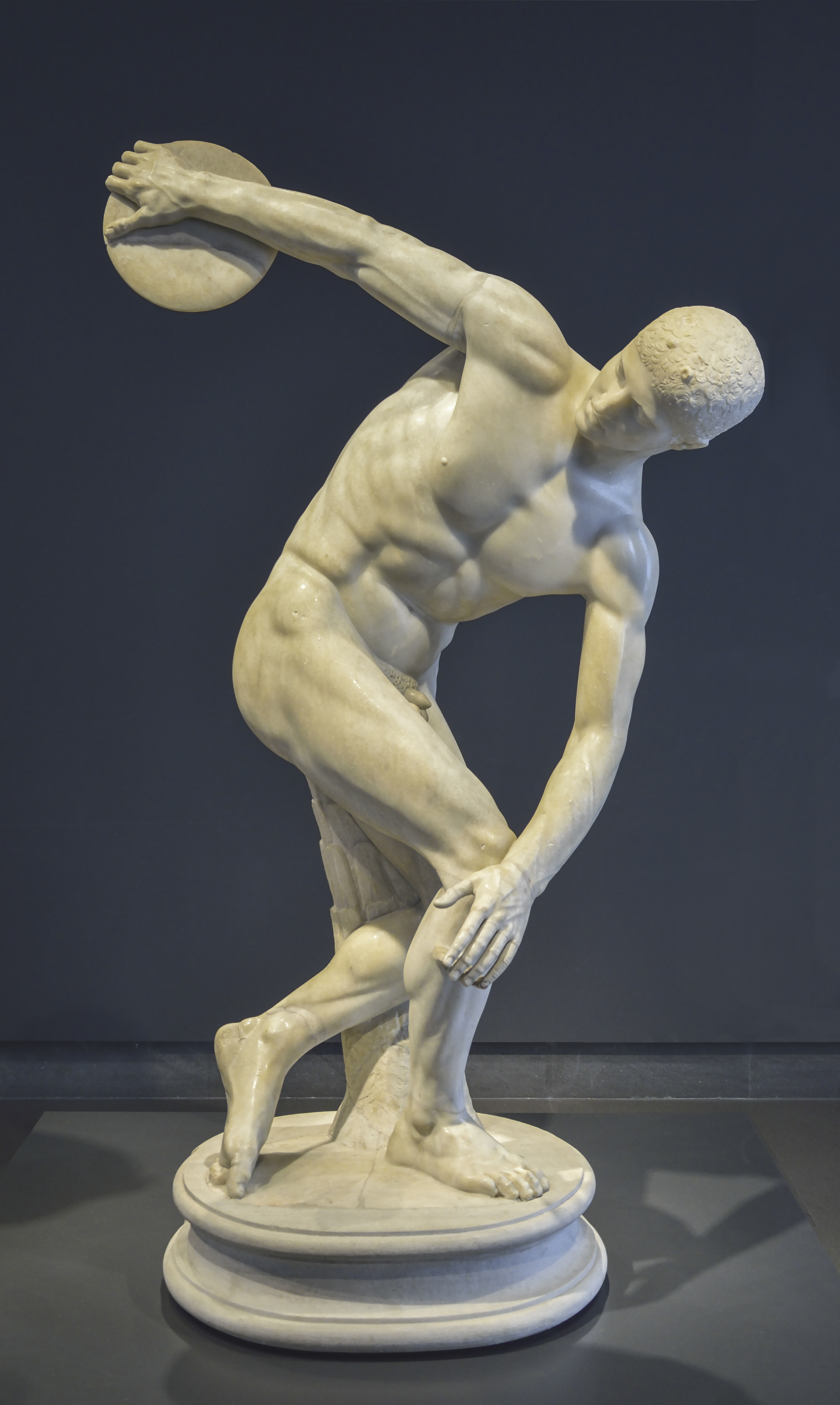
Discobolo Lancellotti. Copia in marmo del II secolo d.C. (provenienza: scavi dell'Esquilino, 1871), da originale bronzeo di Mirone datato al 450 a.C. circa. Roma, Museo nazionale romano, Palazzo Massimo, Collezione Lancellotti.

Mirone di Elèutere (Eleutere, ... – V secolo a.C.) è stato uno scultore greco antico attivo tra il 480 e il 440 a.C. Fu uno dei più elogiati rappresentanti dello stile severo.

## Biografia e opere
Originario di Eleutere, in Beozia (Plinio il Vecchio, Nat. hist., XXXIV. 57-58), e specializzato nella lavorazione del bronzo, Mirone viene vagamente indicato dalle fonti come allievo di Agelada di Argo, stabilendo un collegamento con la scuola peloponnesiaca effettivamente riscontrabile nel Discobolo, ossia nell'opera più antica tra quelle identificate. Visse ad Atene dove ottenne la cittadinanza (Pausania, VI.2.2) ed eseguì i suoi capolavori, destinati a varie città, negli anni tra il 460 e il 440 a.C. I riferimenti cronologici, più sicuri per l'attività di Mirone sono dati dalle statue degli atleti vittoriosi ai giochi olimpici, ricordate da Plinio e da Pausania.
Nessuna sua opera è giunta fino a noi in forma diretta, ma possiamo avere idea dell'arte di Mirone attraverso copie romane in marmo, che dimostrano la popolarità di cui godeva sin dai tempi antichi. Citato da Luciano e Cicerone, venne ricordato da quest'ultimo (Brut., XVIII.70) come capace di eseguire opere belle ma non ancora abbastanza vicine alla realtà, sottintendendo un giudizio che riconosceva alla sua opera ancora molti elementi dell'arte arcaica. Il Discobolo è un'opera indiscutibilmente nuova, ma è possibile collegare l'atteggiamento di Mirone verso il movimento a simili tentativi tardo arcaici esemplificati nelle figure dei frontoni di Egina inserendolo in quella linea di ricerca, percorsa anche da Pitagora di Reggio, che sarà abbandonata in favore di una più naturale e piana ricerca ritmica. Oltre alle due opere principali identificate nelle copie di età romana, il Discobolo e il gruppo di Atena e Marsia, altre e numerose sono quelle menzionate dalle fonti: rappresentazioni di divinità e di eroi mitologici, la Mucca consacrata originariamente sull'acropoli di Atene, ricordata da Procopio e celebrata in diversi epigrammi dell'Antologia greca, i quattro tori bronzei attribuiti a Mirone da Properzio (II.21.7). Tentativi di identificazione sono stati effettuati per il Perseo ricordato da Pausania (I.23.7).

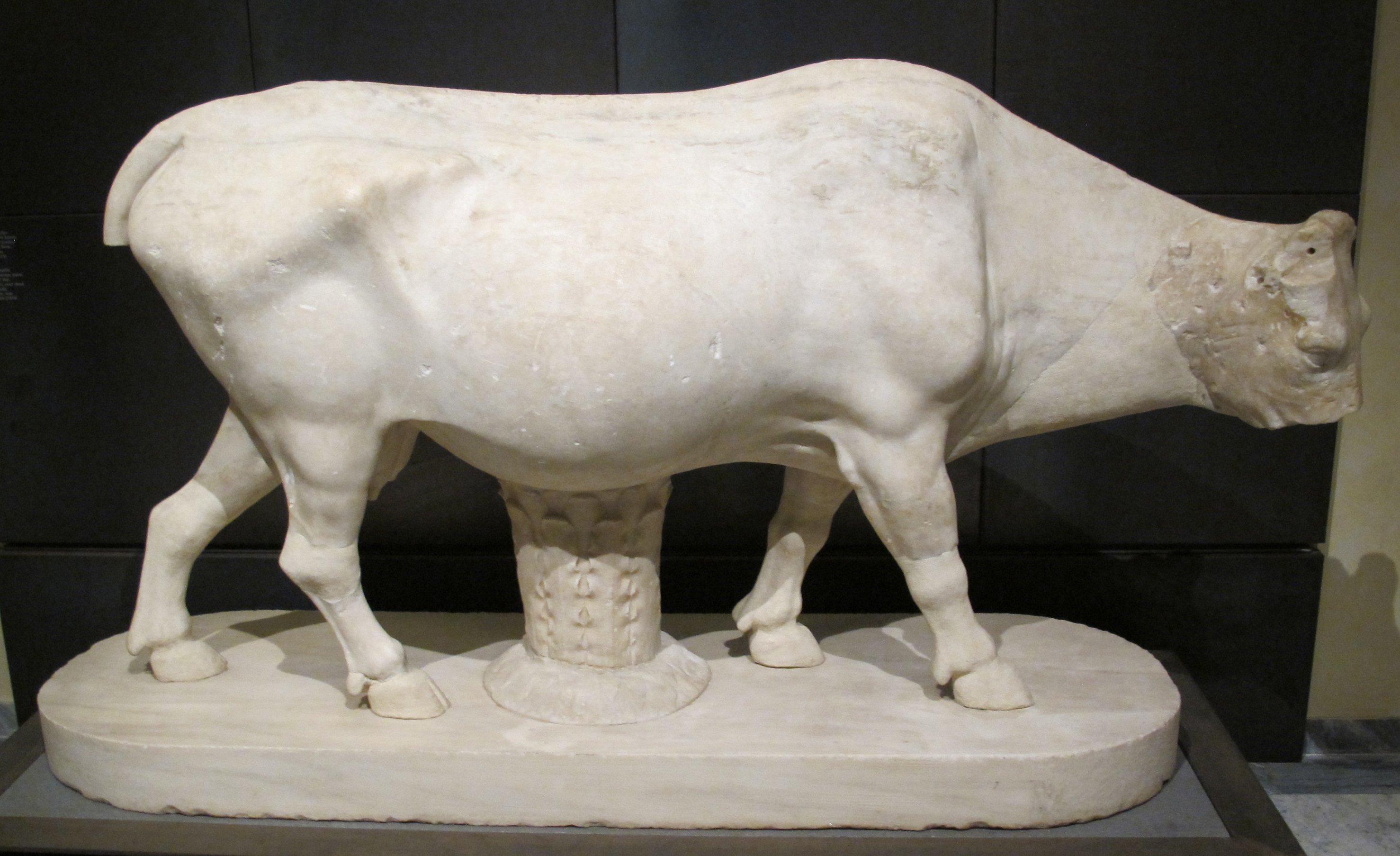
Mucca di Mirone

Non sono mancati i tentativi di attribuzione su base esclusivamente stilistica, come l'attribuzione dei Bronzi di Riace da parte di Vagn Häger Poulsen, estremamente variabili e sempre ridimensionati.
Anche il figlio e allievo di Mirone, Licio, fu un apprezzato scultore e bronzista.

### Discobolo
La sua opera più nota è il Discobolo le cui copie di età romana furono identificate grazie alla descrizione fornita da Luciano (Philops., XVIII, 45-46).  L'originale bronzeo, forse fuso per Sparta, viene datato verso il 460 a.C. per la vicinanza stilistica con le teste dei Lapiti nel frontone occidentale del tempio di Zeus in Olimpia. Rappresenta l'atleta nudo nel momento del massimo sforzo e della massima concentrazione, quando raccoglie tutte le sue energie prima di lanciare il disco. Con il suo perfetto congegno di moti, il Discobolo appare immobile, in una posa fuori del tempo. L'interesse per il naturalismo e la contingenza che domineranno l'arte greca in età ellenistica sono esclusi non appena si considerino i rapporti geometrici che governano l'intera composizione: l'artista non ha voluto rappresentare il movimento di un singolo uomo in un dato attimo, ma l'idea stessa di movimento. Le proporzioni geometriche non collimano con quelle del corpo umano, creando delle impercettibili imprecisioni.

### Atena e Marsia
L'identificazione del Satyrum admirantem tibias et Minervam ricordato da Plinio (Nat. hist., XXXIV.57) con il Marsia Laterano venne effettuata da Heinrich Brunn nel 1858 attraverso riproduzioni su monete di epoca romana e su un chous a figure rosse di Berlino; l'Atena venne invece identificata nella copia marmorea ora conservata a Francoforte (Liebieghaus, 195) da Oscar Pollak. Il gruppo è generalmente datato fra il 457 ed il 447 a.C. e ritenuto inerente alla propaganda ateniese contro la Beozia (il flauto era ritenuto invenzione beotica), in un periodo di inimicizia tra le due popolazioni; nel 1940 Rhys Carpenter mise in discussione l'attribuzione a Mirone tramite confronto con opere della fine del V secolo a.C.